# Eana
"Argyroptera" redirects here, but might actually refer to Aethes (see below).
Eana là một chi bướm đêm thuộc phân họ Tortricinae của họ Tortricidae.

## Synonyms
Obsolete danh pháp khoa họcs for this genus are:
- Ablabia Hübner, 1825
- Argyroptera Duponchel, 1834 (but see below)
- Eutrachia Hübner, 1822
- Nephodesma Stephens, 1834 (unjustified emendation)
- Nephodesme Hübner, 1825
- Subeana Obraztsov, 1963

## Các loài
Có 36 loài trong chi này đã được phát hiện:
| - Eana agricolana (Kennel, 1919) - Eana andreana (Kennel, 1919) - Eana antiphila (Meyrick, 1913) - Eana argentana (Clerck, 1759) - Eana biruptana (Oberthür, 1922) - Eana canescana (Guenee, 1845) - Eana caradjai Razowski, 1965 - Eana clercana (Joannis, 1908) - Eana cottiana (Chrétien, 1898) - Eana cyanescana (Réal, 1953) - Eana derivana (Laharpe, 1858) - Eana dominicana (Kennel, 1919) - Eana filipjevi (Réal, 1953) - Eana freii (Weber, 1945) - Eana georgiella (Hulst, 1887) - Eana herzegovinae Razowski, 1959 - Eana idahoensis Obraztsov, 1963 - Eana incanana | - Eana incognitana Razowski, 1959 - Eana incompta Razowski, 1971 - Eana italica (Obraztsov, 1950) - Eana jaeckhi Razowski, 1959 - Eana joannisi (Schawerda, 1929) - Eana maroccana Filipjev, 1935 - Eana nervana (Joannis, 1908) - Eana nevadensis (Rebel, 1928) - Eana osseana (Scopoli, 1763) - Eana pallifrons Razowski, 1958 - Eana penziana (Thunberg & Becklin, 1791) - Eana rundiapicana Razowski, 1959 - Eana samarcandae Razowski, 1958 - Eana schonmanni Razowski, 1959 - Eana similis Razowski, 1965 - Eana tibetana (Caradja, 1939) - Eana vetulana (Christoph, 1881) - Eana viardi (Réal, 1953) |